# Sophie Rowney
Sophie Rowney, född 9 december 2007, är en brittisk konstsimmare.

## Karriär
Vid EM 2024 i Belgrad var Rowney en del av Storbritanniens lag som tog brons i det fria lagprogrammet.